# Xavi Rodríguez
Xavier Rodríguez Mas (Barcelona, 23 de septiembre de 1978) es un locutor de radio, colaborador y  presentador de televisión español conocido por su trabajo en la cadena de radio del grupo Prisa Los 40 Principales. Actualmente dirige y presenta "Las Mañanas KISS", el programa despertador de la cadena de emisoras KISS FM.

## Trayectoria

### Radio
Su trabajo a nivel radiofónico comienza en 1996 en "Ràdio Manresa". En 2002 empieza su etapa como coordinador y locutor de Los 40 Principales en Barcelona. Su reconocimiento comienza con el programa radiofónico "Fora de Joc" en la radio catalana Ona FM en el que ejerce como director y presentador desde abril de 2007 hasta julio de 2011. 
En agosto de 2011 comienza su andadura en el programa nocturno 'La Última y Nos Vamos' en Los 40 Principales  hasta septiembre de 2012 cuando debido a la marcha de Frank Blanco a Cadena Dial se puso al frente del "Morning show" Anda Ya donde se mantiene hasta junio de 2014. 
El 11 de enero de 2016 empieza una nueva etapa en Kiss FM como presentador del espacio "De vuelta y media" junto a su antigua compañera María Lama.
A partir de abril de 2016 se hace cargo del programa despertador Las mañanas Kiss en Kiss FM junto a María Lama y en el que colaboran rostros conocidos como Berta Collado o Lorena Berdún.

### Televisión
Presenta el concurso "Picalletres" en Localia Televisión desde 2008 a junio de 2009. Entre 2009 y 2010 es colaborador del espacio Vuélveme loca presentado por Celia Montalbán y Patricia Pérez en Telecinco.
El 23 de junio de 2014 ficha como presentador del programa nocturno Todo va bien en Cuatro junto a rostros conocidos como Edurne, María Lama o Iñaki Urrutia. 
En agosto de 2015 se incorpora como colaborador al programa Trencadís presentado por Sandra Barneda en la cadena autonómica 8tv.
A partir del 4 de diciembre de 2016 se hace cargo junto a María Lama y Marta Ferrer del programa musical 'KissMusik' en DKiss.